# 조선로동당 제3차 대표자회
조선로동당 제3차 대표자회(朝鮮勞動黨 第3次代表者會)는 2010년 9월 28일에 북한의 평양(북한의 수도)에서 열린 대표 회의다. 조선로동당의 대표자회는 1966년의 조선로동당 제2차 대표자회 이후 44년만에 열린 회의다.

## 토의 안건
토의한 안건은 모두 3개로, 다음과 같다.
- 김정일을 조선로동당 총비서로 재추대하는 것에 대하여
- 조선로동당 규약 개정에 대하여
- 조선로동당 중앙지도기관 선거